# 佘家坪乡
佘家坪乡，是中华人民共和国湖南省常德市桃源县下辖的一个乡镇级行政单位。

## 行政区划
佘家坪乡下辖以下地区：
东岳殿村、龙潮寺村、雷峰山村、新港村、前山桥村、南岳殿村、赫曦育村、龙阳坪村和三圣殿村。